# Ceromya mellina
Ceromya mellina är en tvåvingeart som först beskrevs av Louis-Paul Mesnil 1953. Ceromya mellina ingår i släktet Ceromya och familjen parasitflugor.
Artens utbredningsområde är Myanmar. Inga underarter finns listade i Catalogue of Life.